# Sergej Sobjanin
Sergej Semjonovitj Sobjanin (russisk: Серге́й Семёнович Собя́нин, tr. Sergéj Semjonovitj Sobjánin; født 21. juni 1958 i Khanty-Mansíjskij autonome okrug, Sovjetunionen) er en russisk politiker. Han har fungeret som borgmester i Moskva fra oktober 2010 til 5. juli 2013 og blev genvalgt som borgmester den september 2013 ved kommunevalgene.
Sobjanin har tidligere fungeret som guvernør i Tjumen oblast (2001-2005), vicepremierminister for Rusland (2005-2008) og leder af præsidentens administration (2008-2010). Sobjanin er medlem af det regerende politiske parti, Forenet Rusland, og valgt ind i partiets ledende organer.